# 마녀의 집
《마녀의 집》(일본어: 魔女の家)은 후미(ふみー)가 제작한 RPG 만들기 VX로 만들어진 공포 어드벤처 게임이다. 2012년 10월 3일에 프리웨어로 공개되었으며, 최신 버전은 2017년 5월 14일 공개된 ver.1.08이다.
RPG 만들기 MV로 리마스터 되어 2018년 10월 31일, 스팀에서 유료로 공개하였다.
숲속에 있는 마녀의 집에서 탈출을 목적으로 한 게임이며, 플레이어는 게임 속 배경이나 메모 단서를 바탕으로 수수께끼를 풀어가며 탈출한다. 하지만, 행동과 선택을 잘못하면 주인공 소녀 비올라는 즉사한다. 멀티 엔딩 형식의 작품으로, 2개의 대표적인 엔딩이 있으며, 이 외에도 숨겨진 엔딩도 존재한다.
후미는 제시한 가이드 라인을 준수하는 것에 한정하여 게임 실황 동영상 게시물과 2차 창작을 용인하고 있다.
Jay Is Games에서는 다양한 장치에 의한 참혹한 죽음과 Ib의 비일상적인 공포감을 겸비한 작품으로 소개되었다.
2013년 10월 31일, 엔터브레인에서 소설화되어 《마녀의 집 엘렌의 일기》라는 제목으로 출판되었다.